# 1897 год в литературе

## Книги
- «Белое золото» — повесть Д. Н. Мамина-Сибиряка[1].
- «Бывшие люди», «Коновалов», «Мальва», «Супруги Орловы» — рассказы Максима Горького.
- «Вечные миражи» — роман Вас. Немировича-Данченко[2].
- «Дракула» — роман Брэма Стокера[3].
- «Жук. Таинственная история» — роман Ричарда Марша[4].
- «Зарницы» — произведение Д. Н. Мамина-Сибиряка.
- «Ледяной сфинкс» — роман Жюля Верна.
- «Мужики» — повесть А. П. Чехова.
- «На подводе», «Печенег» — рассказы А. П. Чехова.
- «На двух планетах» — научно-фантастический роман Курда Лассвица[5].
- «Овод» — роман Этель Лилиан Войнич.
- «Потонувший колокол» — сказка-драма Г. Гауптмана[6].
- «Святой Людовик» — пьеса Ромена Роллана[7].
- «Сирано де Бержерак» — пьеса Эдмона Ростана[8].
- «Ученик дьявола» — пьеса Джорджа Бернарда Шоу.
- «Война миров», «Человек-невидимка» — романы Герберта Уэллса.

## Родились
- 23 января — Ева Симонайтите (Ieva Simonaitytė), литовская писательница (умерла в 1978).
- 28 января — Валентин Петрович Катаев, русский, советский писатель (умер в 1986).
- 23 марта – Бела Хамваш, венгерский прозаик ( умер в 1968).
- 17 апреля — Торнтон Уайлдер (Thornton Niven Wilder), американский прозаик, драматург и эссеист (умер в 1975).
- 14 июня – Ян Фридегорд, шведский писатель (умер в 1968).
- 2 августа — Михаил Леонидович Слонимский, русский писатель (умер в 1972).
- 11 августа — Энид Блайтон, английская детская писательница (умерла в 1968).
- 20 августа — Тарьей Весос (Tarjei Vesaas), норвежский поэт и новеллист (умер в 1970).
- 10 сентября — Жорж Батай (Georges Bataille), французский философ и писатель (умер в 1962).
- 15 сентября – Марио Брисеньо-Ирагорри, венесуэльский писатель (умер в 1958).
- 25 сентября — Уильям Фолкнер (William Cuthbert Faulkner), американский писатель, лауреат Нобелевской премии по литературе 1949 года (умер в 1962).

## Умерли
- 20 марта — Аполлон Николаевич Майков, русский поэт (родился в 1821).
- 12 августа — Фёдор Иванович Буслаев, русский филолог и искусствовед (родился в 1818).
- 17 сентября — Елена Сергеевна Горчакова, русский педагог, поэтесса, автор путевых очерков (родилась в 1824).
- 18 октября — Евгений Фёдорович Корш, русский журналист, издатель (родился в 1810).
- 17 декабря — Альфонс Доде, французский писатель (родился в 1840).